# Автодок (российская компания)
Автодок — российская сеть магазинов автомобильных запчастей.
Компания была создана в 1998 году предпринимателем Владиславом Соловьёвым, через год компания начала выпуск CD-дисков с каталогами товаров. Заказы тогда оформлялись по телефону, а клиенты забирали их в офисе компании спустя несколько дней.
В 2004 году был запущен интернет-магазин autodoc.ru, который позволял пользователям скачивать прайс-листы, выбирать нужные запчасти и оформлять доставку. К тому времени компания установила прямые поставки запчастей из стран Персидского залива и Европы, сотрудничая с российскими дистрибьюторами крупных производителей автомобилей. В 2007 году начались первые шаги по открытию розничных магазинов, в 2013 году появилось мобильное приложение для заказа запчастей.
В 2015 году выручка компании составила 11 млрд рублей, а в 2022 году — 25 млрд рублей.
В компании работает около 3500 человек, в 2023 году компания реализовала порядка 300 млн деталей и получила выручку порядка 28 млрд руб. В 2023 году компания рассказала о росте поставок ходовых запчастей из Китая и росте контрафакта на российском рынке запасных частей.
К 2024 году сеть насчитывала 278 магазинов, часть из них работает по франшизе.